# Kiss János (jogász)
Kiss János (Monok, 1846. december 27. – Budapest, Józsefváros, 1920. február 15.) jog- és államtudományi doktor, magyar királyi államvasúti főfelügyelő.

## Élete
Kiss András és Orosz Anna fiaként született. Gimnáziumi tanulmányait Miskolcon kezdte és Kassán folytatta, ahova szülei a német nyelv elsajátítása végett küldték. A budapesti egyetem hallgatója volt és 1871. július 19-én az összes jog- és államtudományokból doktorrá avatták. Egyetemi tanulása alatt különös hajlamot érzett a nemzetgazdaságtan iránt és e tárgyból főiskolai tanárságra készült. A körülmények azonban a hivatalnoki pályára terelték: gróf Andrássy Gyula alatt a miniszterelnökség sajtóosztályába lépett be, onnét a közmunka és közlekedésügyi minisztériumba ment át; onnan pedig 1874. május 1-jén a magyar királyi államvasutak igazgatóságához, ahol főfelügyelő, majd a vezértitkárság vezetője volt. Az 1870-es években nemzetgazdasági munkákat publikált. 1912-ben vonult nyugdíjba mint igazgatóhelyettes. Felesége Székács Irma volt, Székács József leánya, akivel 1874. november 22-én kötött házasságot Budapesten, a Deák téri evangélikus templomban, és aki 1918. április 13-án hunyt el Budapesten. Két évvel élte túl nejét, halálát szívhűdés okozta. A Kerepesi úti temetőben helyezték nyugalomra.
A sajtóosztályban töltött ideje alatt belmunkatársa volt a Magyar Politikának két évig (1874. 120-122, 126. sz. Hieronymi Károly, A közmunkaügyek állami kezelése Francziaországban cz. munkájának ismertetése és birálata); a Budapesti Szemlében (1875. Kautz Gyula, A nemzetgazdaság- és pénzügytan ism.)

## Munkája
- A mezőipar nemzetgazdaságtani elmélete s A nemzetgazdaság alaptana. Roscher Vilmos után ford. Pest. 1870-71. (A nemzetgazdaságtan rendszere I., II. Előszó Kautz Gyulától. A III. kötet magyarra fordításával foglalkozott, mely a magyar viszonyokra vonatkozó adatokkal volt kibővítve)